# 虚雲
虚雲（きょうん、1840年9月5日 - 1959年10月13日）は、中国の禅僧。名は古巌、字は徳清、法名は虚雲。福建省泉州府晋江県出身で俗姓は蕭氏。身兼臨済宗（第四十三世）・潙仰宗（第8世祖）・曹洞宗（第四十七世）・法眼宗（第8世祖）・雲門宗（第十二世祖）五宗法脈。

## 略歴
1840年9月5日、福建省泉州府晋江県に生まれた。本貫は湖南省長沙府湘郷県。19歳で福建省鼓山湧泉寺にて出家得度、常開師事。妙蓮師のもとで具足戒を受ける。1892年、妙蓮は、虚雲に臨済宗衣法を授けた。耀成和尚は、虚雲に曹洞宗衣法を授けた。
27歳以後、浙江省天台山・陝西省終南山・四川省峨眉山・西蔵ラサの名山古寺などで禅宗の教学を学ぶ。1901年（光緒27年）終南山駐錫。1909年（宣統元年）鶏足山護国祝聖寺駐錫。のち、雲南省昆明華亭寺、曹渓六祖道場南華寺駐錫。寺には住まなかったが再興に尽力した。1942年冬、陪都重慶市主持護国息災大悲法会。1943年冬、粤北乳源県雲門山大覚禅寺。寺には住まなかったが再興に尽力した。
1952年4月、北京市遠征。11月北京中国仏教協会発起。1953年6月3日、中国仏教協会創立、名誉会長に就任。全国政協委員に当選。
1959年10月13日、江西省雲居山真如寺にて示寂、享年120。法臘101。

## 著作
- 『楞厳経玄要』
- 『法華経略疏』
- 『遺教経注釈』
- 『円覚経支義』
- 『心経解』